# Aporia delavayi
Aporia delavayi är en fjärilsart som först beskrevs av Charles Oberthür 1890.  Aporia delavayi ingår i släktet Aporia och familjen vitfjärilar. Inga underarter finns listade i Catalogue of Life.